# Kiwiculture
La kiwiculture est la culture de l'actinidier (Actinidia deliciosa), plante à fleurs de la famille des Actinidiaceae, cultivés pour l'obtention de kiwis.
En France, la kiwiculture a débuté dans les années dans les années 1960. Dans les années 2000 à 2010, le pays produit 60 000 tonnes de kiwis par an. 
Le kiwi de l'Adour est un produit de la kiwiculture en France bénéficiant du Label rouge.